# Bittacus choui
Bittacus choui is een schorpioenvlieg uit de familie van de hangvliegen (Bittacidae). De wetenschappelijke naam van de soort is voor het eerst geldig gepubliceerd door Hua & Tan in 2007.
De soort komt voor in China.